# Neil Turok
Neil Geoffrey Turok, född 1958 i Johannesburg, Sydafrika, är en sydafrikansk fysiker och kosmolog verksam vid University of Cambridge i England, där han tog examen på Churchill College.
Efter examen skaffade sig Turok en doktorsgrad från Imperial College i London, under överinseende av David Olive, en av upphovsmännen till supersträngteorin. Efter att ha forskat vidare en tid arbetade han som forskare på Fermilab i Chicago. 1992 tilldelades han James Clerk Maxwells minnesmedalj av Institute of Physics för sina bidrag till den teoretiska fysiken. 1994 befordrades han till professor vid Princeton University.
2001 publicerade Turok tillsammans med Paul Steinhardt ett arbete inom kosmologi, som fick beteckningen den ekpyrotiska modellen. Big Bang var enligt denna modell endast en i raden av flera sådana händelser. Universum kan på så vis uppskattas vara minst 986 miljarder år gammalt, eventuellt till och med oändligt gammalt.